# Zborul 9268 al Kogalymavia
 Zborul  9268 al Kogalymavia (KGL 9268 sau 7K-9268) a fost o cursă charter internațională de călători, operată de compania aeriană rusă Kogalymavia. Avionul s-a prăbușit în centrul Peninsulei Sinai după plecarea de pe Aeroportul International Sharm el-Sheih din Egipt către Aeroportul Pulkovo, St. Petersburg, Rusia pe 31 octombrie 2015, la 04:13 UTC (07:13 ora Moscovei).
Aeronava, un Airbus A321-231, transporta 217 pasageri și șapte membri ai echipajului. 214 dintre cei de la bord au fost ruși și trei au fost din Ucraina, în cea mai mare parte turiști. Nu au fost supraviețuitori. La bordul avionului erau și două persoane originare din orașul Dubăsari, Transnistria, Republica Moldova – o femeie de 64 de ani și nepoata ei de 20 de ani. Acestea locuiau de 12 ani în Rusia, la Sankt-Petersburg. Potrivit Ministerului Afacerilor Externe al Republicii Moldova, cele două femei nu dețineau cetățenia Republicii Moldova.
| Naționalitate | Nr. |
| ------------- | --- |
| Rusia         | 219 |
| Ucraina       | 4   |
| Belarus       | 1   |
| Total         | 224 |

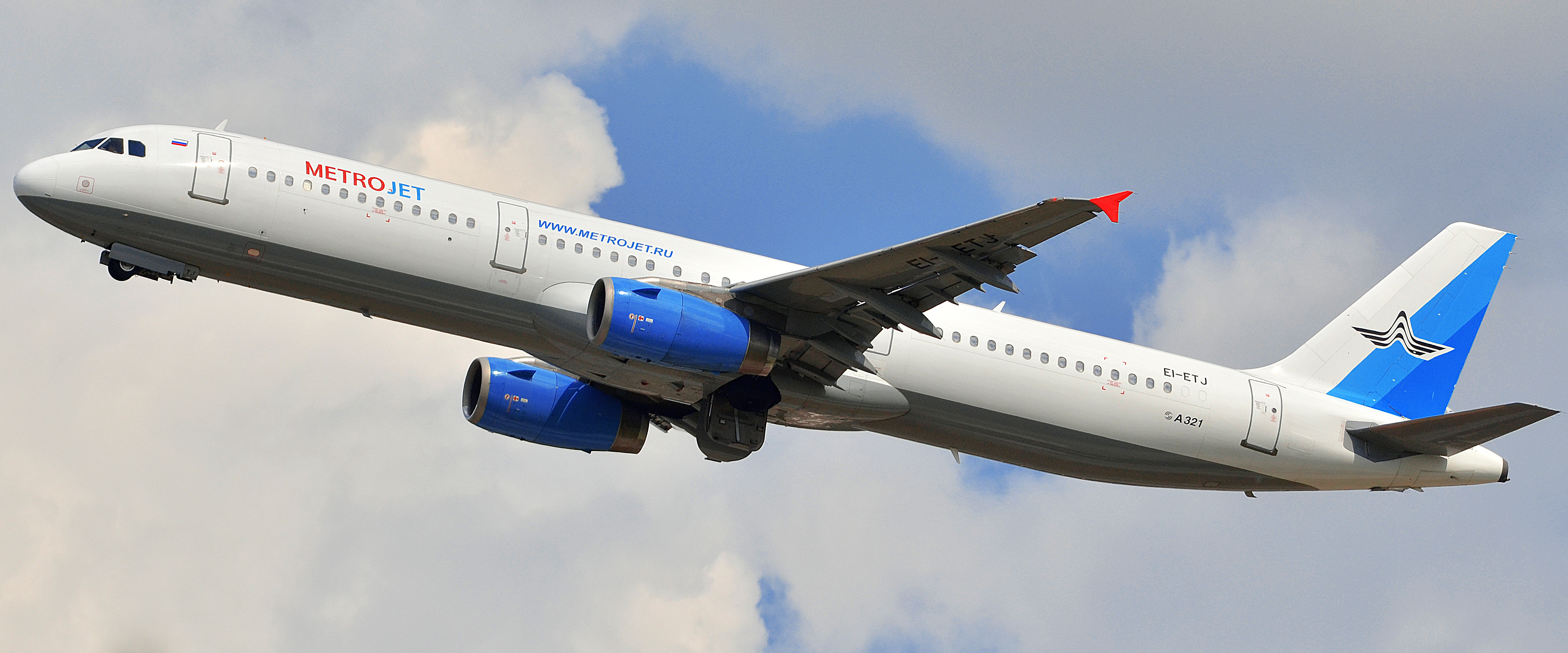
Avionul accidentat, decolând de pe Aeroportul Internațional din Bangkok, în august 2014

Organizația Statul Islamic a revendicat doborârea avionului, însă nici autoritățile ruse, nici cele egiptene nu cred în această ipoteză.
După descifrarea datelor din cele două „cutii negre” ale avionului rusesc căzut în Peninsula Sinai, experții au ajuns la concluzia că prăbușirea avionului a fost provocată de o explozie (un atentat) care a avut loc la bordul aparatului de zbor.
Raportul preliminar al anchetatorilor egipteni, publicat la 14 decembrie 2015, „precizează că nu au fost descoperite dovezi care să indice «o intervenție nelegitimă sau un act de terorism», potrivit CNN, citat de Mediafax.”
Un satelit american care se afla deasupra Sinaiului în momentul prăbușirii a detectat un fulger de căldură, potrivit unui oficial american familiarizat direct cu cele mai recente informații din anchetă. Oficialii militari și de informații americani analizează datele pentru a determina dacă fulgerul a avut loc în aer sau la sol și ce le poate spune despre ceea ce s-a întâmplat cu avionul.
Analiștii spun că bufeurile de căldură ar putea fi legate de o serie de posibilități: o tragere de rachetă, o explozie a unei bombe, explozia unui motor defectuos, o problemă structurală care provoacă un incendiu în avion sau epave care lovesc pământul.

## Legăturiexterne
- Ultimele știri din presa românească despre „Kogalymavia” la Newskeeper
- Accident aviatic în Egipt: O aeronavă rusească s-a prăbușit; Aparatul de zbor avea la bord peste 200 de pasageri